# Rapsodia in blu
La Rapsodia in blu (Rhapsody in Blue) è una delle più famose composizioni musicali del compositore statunitense George Gershwin.

## Genesi dell'opera
Il brano fu inizialmente pensato dall'autore per due pianoforti. L'incontro con Paul Whiteman, direttore della omonima orchestra jazz di New York, spinse Gershwin a proporre la rapsodia come brano per pianoforte e big band. L'orchestrazione fu affidata all'arrangiatore di Whiteman, Ferde Grofé. La rapsodia fu scritta da Gershwin nel tempo di qualche giorno per l'imminente esibizione in pubblico.
Il brano venne presentato il 12 febbraio del 1924 all'Aeolian Hall di New York. L'esecuzione, al pianoforte Gershwin, che non aveva avuto neanche il tempo di scrivere la parte, fu un clamoroso successo: erano presenti alcuni grandi della musica del tempo, tra cui Fritz Kreisler, Sergej Rachmaninov e Leopold Stokowski.
L'anno successivo la Rapsodia venne trascritta una prima volta da Grofé per pianoforte e orchestra e nel 1942, dopo la morte dell'autore, un'altra volta per orchestra sinfonica, così come è celebre oggi in tutto il mondo. La registrazione del brano del 1927 con Gershwin e Whiteman venne premiata con il Grammy Hall of Fame Award 1974.

## Il brano
La Rapsodia in blu fonde due generi musicali, musica jazz e colta. La cultura musicale dalla quale proviene Gershwin lo porta sicuramente a inserire in un genere classico sonorità e arrangiamenti jazz o blues da cui il titolo della composizione.
La Rapsodia è fortemente rappresentativa della realtà metropolitana newyorkese e più in generale della cultura americana. Il titolo originario pensato da Gershwin infatti era American Rhapsody; l'autore stesso dichiarò: «... la udii come una sorta di multicroma fantasia, un caleidoscopio musicale dell'America, col nostro miscuglio di razze, il nostro incomparabile brio nazionale, i nostri blues, la nostra pazzia metropolitana.»
La registrazione del 1945 del brano con Oscar Levant, Eugene Ormandy e la Philadelphia Orchestra venne premiata con il Grammy Hall of Fame Award 1990.
Nel 2010 viene pubblicato Rhapsody in Blue - Piano Concerto in F, album diretto da Riccardo Chailly con Stefano Bollani e la Gewandhausorchester Leipzig. Il CD entra direttamente all'8º posto della classifica pop. Per la prima volta in Italia un disco di classica entra nella top ten pop. Il CD è rimasto per 32 settimane ininterrotte nella classifica pop di cui 3 nella Top Ten, disco di platino ed oltre 60 000 copie vendute.

## Struttura dell'opera
Il brano incomincia con un caratteristico trillo e una lunga scala cromatica ascendente del clarinetto (Ross Gorman, clarinettista dell'orchestra di Paul Whiteman, la interpretò con un glissando e da allora l'esecuzione segue la tradizione del clarinettista), il cui assolo propone subito il tema principale (Molto moderato).
L'ingresso del pianoforte (Moderato assai) anticipa l'intervento dell'orchestra. Il tema viene rielaborato con fraseggi virtuosistici del pianoforte, solista o accompagnato dal discreto sottofondo orchestrale (Poco agitato), fino al maestoso tema proposto dall'orchestra (Tempo giusto).
Dopo aver proposto un nuovo tema, il brano si spegne nuovamente, aprendo al Meno mosso del pianoforte solo, che introduce nuovo materiale tematico, rielaborando sempre in maniera più complessa le melodie. L'orchestra torna nel dolcissimo Andantino moderato, ripreso poi dal pianoforte.
Si passa quindi a un ritmo più incalzante e sincopato (Agitato e misterioso), arrivando al Grandioso finale che ripropone definitivamente il tema principale.

## Nel cinema, nella televisione e nello sport
La Rapsodia in blu è brano di apertura e di chiusura della colonna sonora del celebre film Manhattan di Woody Allen, e una delle musiche del film animato Fantasia 2000 della Disney. La sua denominazione inoltre ha fornito il titolo al film biografico su George Gershwin girato negli Stati Uniti d'America da Irving Rapper nel 1945.
L'inizio è stato utilizzato anche nell'episodio 2x22 della serie televisiva Glee, quando i ragazzi arrivano a New York, a Times Square. Parallelamente è stato utilizzato nell'episodio 22x1 de I Simpson, quando Lisa entra a Sprooklyn.
Nel film Fantasia 2000 viene utilizzata per sottolineare il tran-tran quotidiano di quattro abitanti di New York.
Recentemente il componimento è stato utilizzato per l'entrata in scena di Leonardo DiCaprio ne Il grande Gatsby. Ancora utilizzato nel J-Drama Nodame Cantabile del 2006 come sigla di chiusura. Il brano è stato utilizzato dalla pattinatrice canadese Gabrielle Daleman come programma libero, in occasione dei Mondiali di Helsinki (dove ha ottenuto la medaglia di bronzo) e delle Olimpiadi Invernali 2018 dove ha vinto la medaglia d’oro insieme con la squadra canadese.

## Opere ispirate
Già nel 1955 Rapsodia in blu servì da ispirazione per una composizione jazz sinfonica per fisarmonica da John Serry Sr., successivamente pubblicata negli Stati Uniti nel 1957 e trascritta gratuitamente dal compositore (Vedi American Rhapsody). 

## La cover di Eumir Deodato
Nel 1973, il tastierista brasiliano Eumir Deodato ne incise una cover per la pubblicazione nel singolo Rhapsody in Blue/Super Strut e l'inserimento nell'album Deodato 2.